# Ligne médiane du détroit de Taïwan
Ne doit pas être confondu avec la zone d'identification de défense aérienne (ADIZ).
Pour les articles homonymes, voir Ligne médiane.
La ligne médiane du détroit de Taïwan est une délimitation maritime théorique définie par une ligne médiane entre les deux rives du détroit de Taïwan, symbolisant de facto la frontière entre les territoires de la république populaire de Chine et de la république de Chine, entre les rives des mers de Chine méridionale et orientale.

## Principe
Le principe de la ligne médiane du détroit de Taïwan date de 1955, à l'initiative de Benjamin Oliver Davis, Jr., commandant au sein de l'United States Air Force. Alors qu'aucune frontière n'est établie dans le détroit, étant donné que les instances de la république populaire de Chine et de la république de Chine revendiquent toutes les deux leur souveraineté sur les deux rives du détroit, le but de cette définition est de délimiter plus clairement une frontière entre les deux rives afin de réduire le risque d'une nouvelle crise inter-détroit, après la récente crise du détroit de 1954-1955.
Son existence n'a jamais été formellement codifiée via un accord ou un traité entre les deux rives, et reste symbolique et généralement de facto appliquée.

## Coordonnées
De la même manière que son principe non-officiel, la ligne médiane n'est pas clairement définie d'un point de vue géographique.

### Reconnues par la république populaire de Chine
La république populaire de Chine ne reconnaissant pas le principe de la ligne médiane, elle ne se base sur aucune définition géographique de cette dernière.

### Reconnues par la république de Chine
La république de Chine ne reconnaît officiellement le principe de la ligne médiane qu'à partir du 26 mai 2004, à l'occasion d'une communication du ministère de la Défense nationale. Le ministre Lee Jye la définit initialement par un segment reliant les points de coordonnées suivants :
- 27° N, 123° E ;
- 23° N, 119° E.

Néanmoins, après des rapports de presse locaux indiquant que la ligne était définie trop basse par rapport à sa définition de facto, et qu'une erreur d'un degré peut conduire à un décalage de près de 100 km, le ministère communique un correctif quelques jours plus tard, avec deux segments reliant trois points de coordonnées :
- 26° 30′ N, 121° 23′ E ;
- 24° 50′ N, 119° 59′ E ;
- 23° 17′ N, 117° 51′ E.

En 2008, un rapport donne une version en quatre segments reliant cinq coordonnées : 
- 27° N, 123° E ;
- 26° N, 122° E ;
- 25° N, 121° E ;
- 24° N, 120° E ;
- 23° N, 119° E.

Elle est communiquée publiquement une nouvelle fois le 30 juillet 2019 lors d'une conférence de presse du ministère de la Défense nationale : elle est alors définie par un segment unique très proche des anciennes définitions, entre deux points de coordonnées :
- 27° N, 122° E ;
- 23° N, 118° E.